# Дортмунд
Дортмунд (на немски: Dortmund; на латински: Tremonia) е град в Германия, провинция Северен Рейн-Вестфалия край река Емшер, третият по големина град в най-гъсто населената федерална област в Германия Северен Рейн-Вестфалия след Кьолн и Дюселдорф и осми по население в страната. Това е най-големият град (по площ и население) в Рурската област, най-голямата агломерация в Германия с около 5,1 милиона жители (2011 г.), както и най-големият град във Вестфалия. Има обща площ от 280,71 km². Гъстотата на населението през 2012 г. е 2068 д/km².
На юг от града тече реката Рур. Пристанището в града е най-голямото речно пристанище в цяла Европа и свързва града със Северно море. Градът също е познат като „Зеления метрополис“ на Вестфалия заради многото си агрокултури, паркове и зеленина. В контраст на това, добивът на въглища и стомана е основна дейност в града от близо цял век.

## История
Малко село с днешното местоположение на Дортмунд е описано в официален документ от 880 г., под името Тротмани. По-късно то е било унищожено от пожар, но възстановено през 1152 г. от императора на Свещената Римска империя Фридрих I Барбароса. Той живее в селото 2 години.
През 1220 г. селото става имперски град, а през 1293 г. получава разрешение да произвежда бира.
След 1320 г. градът се появява в писмените документи като „Дорпмунде“. През 1661 г. земетресение унищожава Райнолдикирхе (Reinoldikirche), но тя е бързо възстановена. Днес това е най-старата църква в града.
По времето на индустриализацията на Пруската империя Дортмунд става главен център за добив на въглища и стомана. По време на Германската империя (Нацистка Германия) синагогата в Дортмунд е унищожена през 1938 г. По време на войната бомбардировките унищожават два от заводите за преработка на петрол и нефт, също така унищожават 66% от жилищните постройки в града, както и 98% от вътрешната площ на града. Кодовата дума „Дортмунд“ е била създадена, за да задейства кампанията Операция „Барбароса“ срещу Съветския съюз през 1941 г.
През 1969 г. е създаден Европейски път на индустриалното наследство – мрежа от най-важните индустриални обекти в Европа. След включването на Дортмунд градът става център на високотехнологичната индустрия.

## География
Състои се от 12 общини, като 3 от тях са вътрешни, а другите 9 са наредени по посока на часовниковата стрелка, започващи от север.

## Климат
Дортмунд се намира в умерен пояс. Зимите са меки, а летата са по-скоро хладни. Средногодишната температура е приблизително 9 – 10 °C. Средногодишните валежи са около 800 mm.
Валежите падат равномерно през годината. През зимата са характерни постоянните дъждове, а през лятото доминират откъси от малки количества дъжд.
Дортмунд притежава свойства, типични за гъсто населените области.
| Дортмунд                           | Дортмунд | Дортмунд | Дортмунд | Дортмунд | Дортмунд | Дортмунд | Дортмунд | Дортмунд | Дортмунд | Дортмунд | Дортмунд | Дортмунд | Дортмунд |
| Месеци                             | яну.     | фев.     | март     | апр.     | май      | юни      | юли      | авг.     | сеп.     | окт.     | ное.     | дек.     | Годишно  |
| Средни максимални температури (°C) | 4        | 5        | 9        | 13       | 18       | 21       | 22       | 22       | 19       | 15       | 9        | 5        |          |
| Средни минимални температури (°C)  | −1       | −1       | 2        | 4        | 8        | 11       | 13       | 13       | 10       | 7        | 3        | 1        |          |
| Средни месечни валежи (mm)         | 65       | 56       | 53       | 57       | 68       | 78       | 93       | 93       | 93       | 60       | 71       | 77       |          |
| ---------------------------------- | -------- | -------- | -------- | -------- | -------- | -------- | -------- | -------- | -------- | -------- | -------- | -------- | -------- |
| Източник: Wetter Kontor            |          |          |          |          |          |          |          |          |          |          |          |          |          |

## Население
Населението на Дортмунд нараства много бързо по време на индустриализацията през XIX век, когато започва добивът на въглища и стомана. През 1904 г. за първи път градът има над 100 000 жители. Като изключим годините на Втората световна война, населението се увеличава постепенно и достига 657 804 през 1965 г. Все пак населението намалява до 580 000 през 2011 г.; очаква се то да намалее до около 550 000 през 2030 г.
Противно на това очакване, данните за населението показват, че то се увеличава до известна степен, което се дължи на миграцията. В Дортмунд се установяват по-млади хора (18 – 25 г.), най-вече заради образованието.
Към 2012 г. Дортмунд има население от 579 012 души, като около 177 000 (~30%) от тях не са от немски произход.
| Произход        | Брой  |
| --------------- | ----- |
| Германци        | 69,5% |
| Други европейци | 15%   |
| Турци           | 8%    |
| Афро-германци   | 3%    |
| Азиатци         | 2%    |
| Смесени/други   | 2,5%  |

## Политика
Политиката в града е доминирана от Германската социалдемократическа партия. Тя има най-силно присъствие в градския съвет от Втората световна война насам. От местните избори през 2012 г., в града има 8 партии и електорални групи.
Местни избори 2012 в Дортмунд:
| Партия | Гласове | Процент от гласовете | Места в парламента | Процент от местата |
| --- | ------- | -------------------- | ------------------ | ------------------ |
| Германска социалдемократическа партия (SPD)                                                                              | 63 616  | 43,7% (+5,9 %)       | 38 (+1)            | 44,2%              |
| Християндемократически съюз (CDU)                                                                                        | 39 627  | 27,2% (-1,5 %)       | 23 (-5)            | 26,7%              |
| Съюз 90/Зелените (GRÜNE)                                                                                                 | 25 081  | 17,2% (+1,8 %)       | 15 (=)             | 17,4%              |
| Левицата (DIE LINKE.) | 5071    | 3,5% (-2,0 %)        | 3 (-2)             | 3,5%               |
| Свободна демократическа партия (FDP)                                                                                     | 3739    | 2,6% (-3,7 %)        | 2 (-4)             | 2,3%               |
| Националдемократическа партия на Германия (NPD)                                                                          | 2771    | 1,9% (+1,0 %)        | 2 (+1)             | 2,3%               |
| Списък на гражданите – Свободни избиратели Dortmund (Bürgerliste)                                                        | 2760    | 1,9% (-0,1 %)        | 2 (=)              | 2,3%               |
| Инициатива на свободните граждани (FBI)                                                                                  | 1684    | 1,2% (+0,1 %)        | 1 (=)              | 1,2%               |
| Ляв съюз Дортмунд – Свободна лява партия, Германска комунистическа партия и Социалистическа партия на работещите младежи | 782     | 0,5% (-0,1 %)        | – (=)              | -                  |
| Общество на независимите избиратели 2009 (DUW 2009)                                                                      | 175     | 0,1% (=)             | – (=)              | -                  |
| Break-up basic income – Stopp Hartz IV (Aufbruch Grundeinkommen – Hartz IV muss weg)                                     | 166     | 0,1% (=)             | – (=)              | -                  |
| Независими кандидати | 22      | 0,0% (=)             | – (=)              | -                  |
| Немски народен съюз (DVU)                                                                                                | -       | – (-1,5%)            | – (-1)             | -                  |
| Total | 145 595 | 100,0%               | 86 (-10)           | 100,0%             |

Състав на местния съвет:
|      | SPD | CDU | GRÜNE | FDP/Bürgerliste | DIE LINKE. | Non-inscrit | Total |
| 2012 | 38  | 23  | 15    | 4               | 3          | 3           | 86    |

От май 2010 г. кмет на Дортмунд е Улрих Сиеро от Германската социалдемократическа партия.

## Икономика
Дортмунд е историческа индустриална зона. Градът има връзки и съвместна работа с много институти за проучвания, частни университети и компании, свързани с технологическото развитие, с цел комерсиализиране и усъвършенстване на науката.

## Транспорт
Дортмунд е отправна точка на много пътища и магистрали в немската магистрална система (Аутобансистем). Връзка с по-отдалечените места в страната се поддържа чрез магистрали А1 и А2.
Централната гара е 3-то най-дълго трафик кръстовище в Германия.
Летище Дортмунд е средно по размер, но е бързо растящо. Намира се приблизително на около 13 km източно от центъра на града. Най-близкото интерконтинентално летище е Летище Дюселдорф.
Пристанището е най-голямото речно в Европа.

## Известни личности
Родени в Дортмунд
- Ясин Йозтекин (р. 1987), футболист
- Вилхелм Канарис (1887 – 1945), адмирал
- Лука Килиан (р. 1999), футболист
- Щефан Клос (р. 1971), футболист
- Лудвиг Крювел (1892 – 1958), генерал
- Миряна Лучич-Барони (р. 1982), тенисистка
- Юрген Нойкирх (1937 – 1997), математик
- Марко Ройс (р. 1989), футболист
- Петер Рюмкорф (1929 – 2008), писател

Родени в Дортмунд
- Мария Балтаджиева (1936 – 2012), българска певица
- Курт Бломе (1894 – 1969), лекар
- Макс фон дер Грюн (1926 – 2005), писател
- Ханс-Карл фон Есебек (1892 – 1955), генерал

## Спорт
Представителният футболен отбор на града се казва „Борусия“. Дългогодишен участник е в германската Първа Бундеслига.